# Łosośna Mała
Łosośna Mała [wɔˈsɔɕna ˈmawa] est un village polonais de la gmina de Kuźnica dans le powiat de Sokółka et dans la voïvodie de Podlachie.
De 1975 à 1998, le village appartenait administrativement à la voïvodie de Białystok.